# Guatteria poeppigiana
Guatteria poeppigiana är en kirimojaväxtart som beskrevs av Carl Friedrich Philipp von Martius. Guatteria poeppigiana ingår i släktet Guatteria och familjen kirimojaväxter. Inga underarter finns listade i Catalogue of Life.